# سون تائه-جین
سون تائه-جین (انگلیسی: Son Tae-jin؛ زادهٔ ۵ مهٔ ۱۹۸۸) تکواندوکار اهل کره جنوبی است.
وی در مسابقات کشوری و بین‌المللی در مجموع برندهٔ ۱ مدال طلا شده‌است.